# QX Gaygalan 2004
QX Gaygalan 2004 var den sjätte QX Gaygalan och den hölls på Hamburger Börs i Stockholm den 1 februari 2004, vilket var en söndag. Galan leddes av Annika Lantz och Sveriges Television visade ett sammandrag lördag 7 februari, och det sågs av över en miljon tittare. Det delades ut priser i nitton kategorier, arton av dessa hade röstats fram av tidningen QX läsare. Det nittonde, QX hederspris, beslutas av tidningen och det gick till Jerusalem Open House, ett gayhus i Jerusalem där det är tänkt att israeler och palestinier, troende och sekulära kan mötas.

## Vinnare och nominerade
Vinnare markeras med fetstil, nominerade anges när uppgift finns:
| Årets homo/bi | Årets hetero |
| --- | --- |
| - Sverker Åström - Cecilia Neant-Falk - Mark Levengood - Mian Lodalen - Andrés Esteche Prisutdelare: Elisabeth Ohlson-Wallin och Carl-Jan Granqvist                               | - Elin Ek - Birgitta Ohlsson - Jan Malmsjö Prisutdelare: Thomas Bodström                                                           |
| Årets hederspristagare | |
| Jerusalem Open House, ett gayhus i Jerusalem där det ät tänkt att israeler och palestinier, troende och sekulära kan mötas. Priset hämtades upp av Noa Sattath och Jerry Levinson | |
| Årets gayställe | Årets drag |
| - Lino - Slick - Torget | - Tiffany Persson - Cunnigundas mammor - Lion Kings                                                                                |
| Årets gaykrog/café | Årets straighta/mixade ställe |
| Ingen uppgift om vinnare: - Populära Sibirien - Copacabana - Djurgårdsterassen | Ingen uppgift om vinnare: - Gondolen - Blue Moon Bar - Monday Bar                                                                  |
| Årets Trevligaste personal: | Årets artist |
| - Mandu - Häcktet - Torget | - Alcazar - Lisa Miskovskij - Sara Löfgren                                                                                         |
| Årets utländska låt | Årets svenska låt |
| Ingen uppgift om vinnare: - Everyway That I Can - Sertab - Crazy in Love - Beyonce - Cry Me a River - Justin Timberlake                                                           | - Not a Siner Nor a Saint - Alcazar - Starkare - Sara Löfgren - Pass this On - The Knife                                           |
| Årets svenska film | Årets utländska film |
| Ingen uppgift om vinnare: - Ondskan - Du ska nog se att det går över - Smala Sussi                                                                                                | - Timmarna - Charlies änglar 2 - Utan hämningar |
| Årets TV-program | Årets TV-personlighet |
| - Fab 5 - Top Model - Six Feet Under | - Lotta Brome - Carson Kressley - Elias Nyström                                                                                    |
| Årets scenhäåndelse | Årets bok |
| Ingen uppgift om vinnare: - Kikki, Bettan och Lotta - Alcazar på Pride avslutningsgala - R.E.A                                                                                    | - Smulklubbens skamlösa systrar - Mian Lodalen - Om Gud - Jonas Gardell - Tjejerna mot strömmen - Ninni Hedman och Karin Oscarsson |
| Göteborgspriset | Öresundspriset |
| - Zappho bar - Cockpit - Queer | - Wonk - Ratatouile - Oscar bar och café                                                                                           |